# 13576 Gotoyoshi
13576 Gotoyoshi este un asteroid din centura principală de asteroizi.

## Descriere
13576 Gotoyoshi este un asteroid din centura principală de asteroizi. A fost descoperit pe 16 aprilie 1993 la Kitami de Kin Endate și Kazuro Watanabe. Asteroidul prezintă o orbită caracterizată de o semiaxă mare de 2,37 ua, o excentricitate de 0,18 și o înclinație de 3,0° în raport cu ecliptica.